# Angelonia biflora
Angelonia biflora är en grobladsväxtart som beskrevs av George Bentham. Angelonia biflora ingår i släktet Angelonia och familjen grobladsväxter. Inga underarter finns listade i Catalogue of Life.

## Bildgalleri

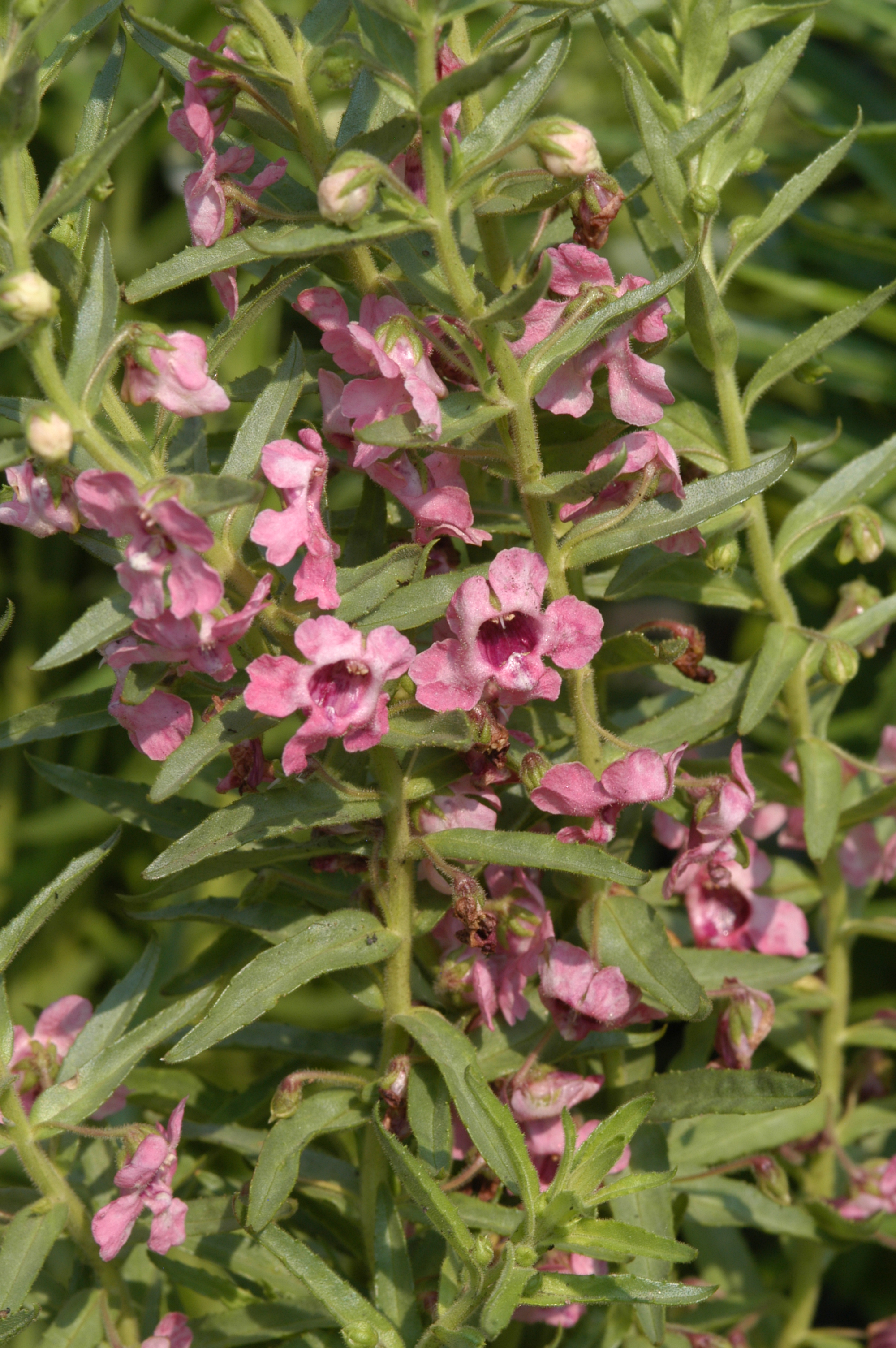
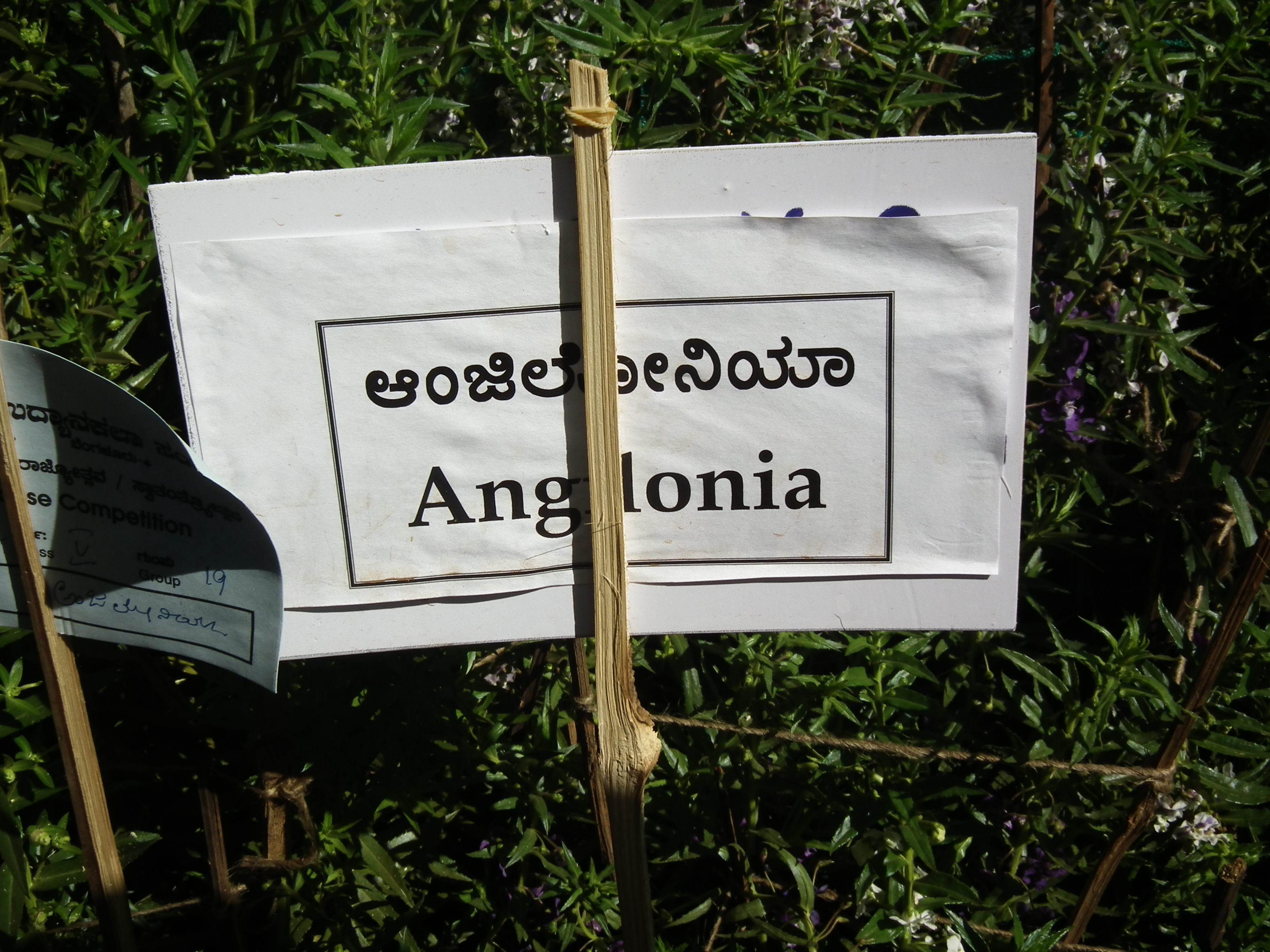
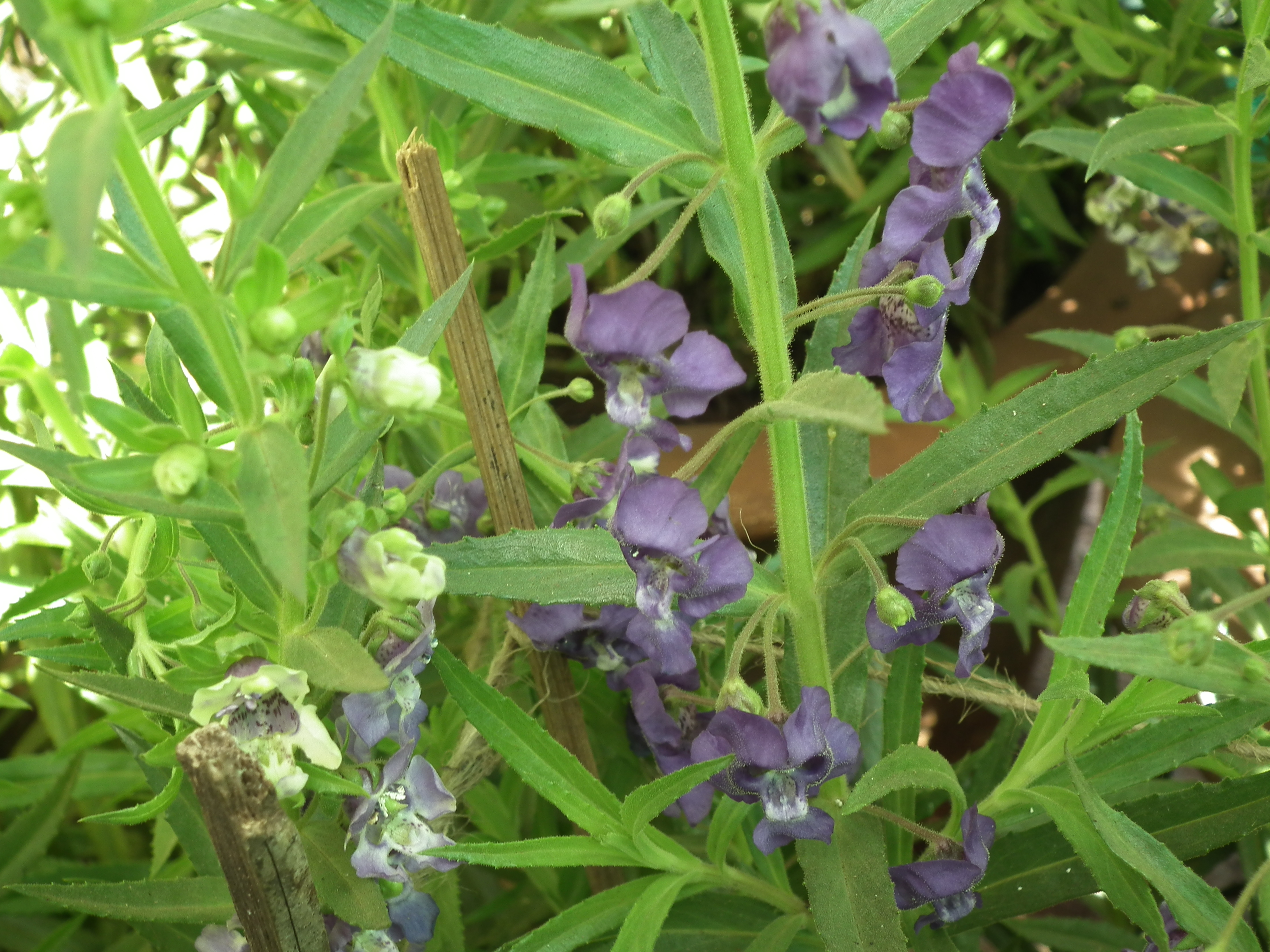